# I've Got a Feeling
„I've Got a Feeling“ je píseň britské rockové hudební skupiny The Beatles, původně vydaná na jejich albu Let It Be z roku 1970. Záznam písně byl pořízen o rok dříve, a to 30. ledna 1969 na posledním společném koncertě The Beatles na střeše společnosti Apple Records. Finální podoba písně, která byla uvedena na albu, vznikla kombinací 2 nedokončených písní – stejnojmenné písně I've Got a Feeling (autorem je Paul McCartney) a skladby Everybody Had a Hard Year od Johna Lennona. Jedná se tak o jednu z posledních písní, kterou spolu Lennon a McCartney opravdu složili a napsali. V písni hraje mimo všech členů The Beatles také Billy Preston, a to na elektrické piano.
Studiová verze písně, nahraná o týden dříve, byla vydána na kompilačním albu Anthology III. Remixové album Let It Be... Naked z roku 2003 pak zahrnuje úpravu písně, jež je složena z finální verze z alba Let It Be (nahraného na střešním koncertě) a z druhého pokusu o nahrávku písně na tomtéž koncertě.

## Složení písně
Zatímco McCartneyho část písně byla velmi optimistická, Lennon se ve své písni inspiroval vlastními nepříjemnými prožitky a zkušenostmi z posledního roku – rozvedl se se svou první manželkou Cynthií, jeho nová partnerka Yoko Ono potratila, bojoval se závislostí na heroinu, byl zatčen za držení drog, jeho syn Julian byl po rozvodu se Cynthií svěřen do péče matky, čímž se mu úplně odcizil, a byl hluboce nešťastný a nespokojený se situací v kapele.
Lennonova část písně („Everybody Had a Hard Year“) byla jakousi litanií, kde každý verš začínal slovem everybody (anafora). Byla nahrávána ještě 2krát před nahráváním finální verze skladby, poprvé konkrétně na začátku prosince 1968 na Lennonově statku Kenwood na přenosnou kazetu. V této nahrávce byla použita ještě první verze textu, kde výsledné Everybody had a hard year... (= Všichni měli těžký rok...) nahrazovala původní slova Everyone had a hard year... (= Každý měl těžký rok...). V prosinci 1968, kdy byl text změněn ve finální verzi, byl Lennon natočen v zadní zahradě Kenwoodu, jak tuto píseň zpívá a hraje. Tento záznam byl později použit v uměleckém filmu Yoko Ono Rape: Film č. 6, který byl vysílán v rakouské televizi dne 31. března 1969.

## Nástroje a obsazení
Hudební nástroje a jejich obsazení podle Iana MacDonalda:
The Beatles
- Paul McCartney – basová kytara, zpěv
- John Lennon – doprovodná kytara, zpěv
- George Harrison – sólová kytara
- Ringo Starr – bicí

Další hudebníci
- Billy Preston – elektrické piano